# Anisopodus hamaticollis
Anisopodus hamaticollis es una especie de escarabajo longicornio del género Anisopodus, tribu Acanthocinini, subfamilia Lamiinae. Fue descrita científicamente por Bates en 1872.

## Descripción
Mide 10-14 milímetros de longitud.

## Distribución
Se distribuye por Belice, Colombia, Costa Rica, Ecuador, Guatemala, Honduras, México, Nicaragua y Panamá.